# 霍洛德涅 (涅德里蓋利夫區)
50°56′23″N 34°1′12″E / 50.93972°N 34.02000°E
霍洛德內（烏克蘭語：Холодне）是位於烏克蘭東北部的村莊，由蘇梅州羅姆內區的內德里哈伊利夫市鎮負責管轄。該村處於捷爾恩河左岸，分別距離巴巴科韋0.5公里和戈羅季謝1公里，海拔高度135米，2001年人口17。